# James Dwight
James Dwight, född 14 juli 1852 i Paris i Frankrike, död 13 juli 1917, var en amerikansk högerhänt tennisspelare som är känd som "Father of American Lawn Tennis".

## Tenniskarriären
James Dwight var en av de tidigaste amerikanska tennispionjärerna. Sommaren 1874 köpte Dwight en av major Walter Clopton Wingfields trälårar som innehöll en portabel tennisbana och medföljande nät. Han riggade upp anläggningen i Nahant i Massachusetts. Han spelade där framförallt med bröderna Sears, (Fred och den yngre blivande mästaren Richard) och organiserade redan efter ett år en lokal tennisturnering i Nahant. I den turneringen spelades varje set om först till 15 vunna bollar. Dwight segrade i finalen över Fred med 12-15, 15-7, 15-13. Dwight kom sedan att bli den yngre brodern Richards tränare och spelpartner i dubbel.
Själv utvecklades den mycket tennisintresserade Dwight snabbt som tennisspelare och rankades som nummer 2 i USA åren 1885-86 (de första två åren ranking användes i USA) och som nummer 3 1888. Han var framförallt dubbelspelare och vann som sådan 5 titlar i Amerikanska mästerskapen, en turnering som senare skulle klassas som en av de fyra Grand Slam-turneringarna. 
Dwight vann alla sin dubbeltitlar tillsammans med Richard Sears. År 1883 nådde Dwight singelfinalen i Amerikanska mästerskapen. Han mötte där Sears som vann med 6-2 6-0 9-7. Sears vann därmed sin tredje titel av totalt sju i Amerikanska mästerskapen.
År 1884 företog Dwight och Sears en resa till Europa för att utveckla sitt tennisspel. I Irish Open nådde amerikanerna semifinalen i dubbel. De mötte där de brittiska spelarna, bröderna Ernest och William Renshaw som var  1880-talets främsta tennisspelare. Paret Renshaw vann med 6-0, 6-1, 6-2. Året därpå, 1885, återvände Dwight till Europa och ställde upp i herrsingeln i Wimbledonmästerskapen. Han nådde semifinalen där han mötte engelsmannen Herbert Lawford som med sina kraftfulla överskruvade forehandslag utmanövrerade honom med 6-2, 6-2, 6-3.

## Spelaren och personen
Läkaren James Dwight kallas för "Father of American Lawn Tennis" ("Amerikansk tennis fader") för sina pionjärinsatser för att sprida intresset för tennis under 1880-talet. Han deltog också 1881 som medarrangör och spelare i de allra första Amerikanska mästerskapen vid Newport Casino, Newport, Rhode Island. Samma år var han en av initiativtagarna och grundarna av det Amerikanska Lawn Tennis-förbundet (USLTA). Han deltog också som arrangör i den första Davis Cup-matchen som spelades 1900 i Boston. 
Dwight var president för USLTA 1882-84 och 1894-1911. 
James Dwight upptogs 1955 i International Tennis Hall of Fame.

## Grand Slam-titlar
- Amerikanska mästerskapen
  - Dubbel - 1882, 1883, 1884, 1886, 1887